# Amolops vitreus
Amolops vitreus es una especie de anfibio anuro de la familia Ranidae.

## Distribución geográfica yhábitat
Es endémica del norte de Laos y el norte de Vietnam. Su rango altitudinal oscila entre 600 y 800 m s. n. m..